# Kakkonen
Kakkonen ou II divisioona é o terceiro nível no sistema de liga do futebol finlandês e compreende 36 times. A II divisioona foi introduzida em 1973 e em meados da década de 1990 tornou-se conhecida como Kakkonen. Para a temporada de 2016, o formato do Kakkonen foi alterado com a liga dividida em 3 grupos de 12 times. Cada clube joga contra os outros em seu grupo duas vezes. Os quatro primeiros de cada grupo passam para uma "segunda fase de grupos", onde se enfrentam uma vez; o melhor de cada grupo é promovido para a Ykkönen. As duas últimas equipes de cada grupo são rebaixadas para Kolmonen.

## Clubes participantes em 2021
Clubes participantes da Kakkonen na temporada de 2021.

### Grupo A
| Clube       | Local        |
| ----------- | ------------ |
| Atlantis FC | Helsinki     |
| FC Kiffen   | Helsinki     |
| JäPS        | Järvenpää    |
| KäPa        | Helsinki     |
| Reipas      | Lahti        |
| MiPK        | Mikkeli      |
| MYPA/2      | Kouvola      |
| NJS         | Nurmijärvi   |
| PKKU        | Tuusula      |
| PeKa        | Kotka        |
| PEPO        | Lappeenranta |
| SC KuFu-98  | Kuopio       |

### Grupo B
| Clube        | Local           |
| ------------ | --------------- |
| EPS          | Espoo           |
| Honka/2      | Espoo           |
| Jazz/2       | Pori            |
| GrIFK        | Kauniainen      |
| HJS Akatemia | Hämeenlinna     |
| Ilves/2      | Tampere         |
| KaaPo        | Kaarina         |
| PIF          | Parainen        |
| SalPa        | Salo            |
| TPV          | Tampere         |
| Ilves-Kissat | Viipuri/Tampere |
| VJS          | Vantaa          |

### Grupo C
| Clube        | Local       |
| ------------ | ----------- |
| FCV          | Jyväskylä   |
| GBK          | Kokkola     |
| VIFK         | Vaasa       |
| Kraft        | Närpiö      |
| JBK          | Pietarsaari |
| Hercules     | Oulu        |
| JJK          | Jyväskylä   |
| OLS          | Oulu        |
| OTP          | Oulu        |
| Kemi City FC | Kemi        |
| RoPS/2       | Rovaniemi   |
| SJK/2        | Seinäjoki   |

## Campeões
1973–1993 II divisioona
| Temporada | Grupo Leste | Grupo Oeste   | Grupo Oeste |
| --------- | ----------- | ------------- | ----------- |
| 1973      | HPS         | TuTo          | KaPa        |
| 1974      | LaPS        | Pyrkivä       | Sport       |
| 1975      | KIF         | MuSa          | KPS         |
| 1976      | FinnPa      | IFK Mariehamn | Into        |
| 1977      | KTP         | GrIFK         | OLS         |
| 1978      | Honka       | LappBK        | RoPS        |
| 1979      | LaPa        | RPallo        | Jaro        |
| 1980      | Elo         | FinnPa        | JyP-77      |
| 1981      | Ponnistus   | GrIFK         | KePS        |
| 1982      | HPS         | PPT           | Huima       |
| 1983      | Karpalo     | P-Iirot       | KaPa        |
| 1984      | LauTP       | HPK           | KajHa       |
| 1985      | TPV         | KontU         | PK-37       |
| 1986      | GrIFK       | VaKP          | KaPa        |
| 1987      | VanPa       | TuTo          | Jaro        |
| 1988      | KumuP       | TuPa          | PK-37       |
| 1989      | JoKu        | GrIFK         | TP-55       |
| 1990      | FinnPa      | P-Iirot       | OLS         |
| 1991      | VanPa       | TPV           | VPS         |
| 1992      | Ponnistus   | P-Iirot       | KajHa       |
| 1993      | KTP         | PIF           | FC 1991     |

1994- Kakkonen
| Temporada | Grupo Sul      | Grupo Lest     | Grupo Oeste  | Grupo Norte |
| --------- | -------------- | -------------- | ------------ | ----------- |
| 1994      | K-Team         | Rakuunat       | PP-70        | GBK         |
| 1995      | HIK            | TiPS           | TP-Seinäjoki | OPS         |
| 1996      | PK-35          | VarTP          | Kraft        | KPT-85      |
| 1997      | Atlantis       | Kultsu         | KPV-j        | KajHa       |
| 1998      | TiPS           | RiPS           | MuSa         | KuPS        |
| 1999      | FC Hämeenlinna | Rakuunat       | ÅIFK         | Tervarit    |
| 2000      | Gnistan        | FC Kuusankoski | SalPa        | TP-47       |
| 2001      | Viikingit      | KooTeePee      | VG-62        | KoMu        |
| 2002      | FC Espoo       | WJK            | TPV          | OLS         |
| 2003      | PK-35          | Kings          | P-Iirot      | PS Kemi     |
| 2004      | Atlantis       | JJK            | FJK          | KPV         |
| 2005      | Klubi 04       | JIPPO          | SalPa        | VIFK        |

| Temporada | Grupo A  | Grupo B  | Grupo C     |
| --------- | -------- | -------- | ----------- |
| 2006      | JJK      | TPV      | GBK         |
| 2007      | KäPa     | GrIFK    | PS Kemi     |
| 2008      | Klubi 04 | PoPa     | Kiisto      |
| 2009      | MP       | FC Espoo | OPS-jp      |
| 2010      | HIFK     | Ilves    | Santa Claus |
| 2011      | Klubi 04 | BK-46    | SJK         |

| Temporada | Grupo Sul | Grupo Leste | Grupo Oeste | Grupo Norte |
| --------- | --------- | ----------- | ----------- | ----------- |
| 2012      | ÅIFK      | JäPS        | Ilves       | AC Kajaani  |
| 2013      | EIF       | HIFK        | FC Jazz     | PS Kemi     |
| 2014      | EIF       | Atlantis    | VIFK        | PS Kemi     |
| 2015      | FC Honka  | Klubi 04    | GrIFK       | KPV         |

| Temporada | Grupo A | Grupo B      | Grupo C      |
| --------- | ------- | ------------ | ------------ |
| 2016      | Gnistan | FC Honka     | OPS          |
| 2017      | FC KTP  | FC Viikingit | AC Kajaani   |
| 2018      | MYPA    | MuSa         | TPV          |
| 2019      | MP      | Gnistan      | SJK Akatemia |
| 2020      | PK-35   | Klubi 04     | Jippo        |